# Barkot
Barkot è una suddivisione dell'India, classificata come nagar panchayat, di 6.098 abitanti, situata nel distretto di Uttarkashi, nello stato federato dell'Uttarakhand. In base al numero di abitanti la città rientra nella classe V (da 5.000 a 9.999 persone).

## Geografia fisica
La città è situata a 30° 49' 0 N e 78° 12' 0 E e ha un'altitudine di 1.219 m s.l.m..

## Società

### Evoluzione demografica
Al censimento del 2001 la popolazione di Barkot assommava a 6.098 persone, delle quali 3.438 maschi e 2.660 femmine. I bambini di età inferiore o uguale ai sei anni assommavano a 841, dei quali 478 maschi e 363 femmine. Infine, coloro che erano in grado di saper almeno leggere e scrivere erano 4.481, dei quali 2.813 maschi e 1.668 femmine.